# Gavi (Piemont)
Gavi (ligurisch Gâi) ist eine italienische Gemeinde in der Provinz Alessandria (AL) in der Region Piemont und ist Träger der Bandiera Arancione des TCI.

## Lage und Einwohner
Gavi liegt 35 km südöstlich von der Provinzhauptstadt Alessandria entfernt auf einer Höhe von 233 m s.l.m. und hat 4389 (Stand 31. Dezember 2023) Einwohner. Der Ort befindet sich am rechten Ufer des Flusses Lemme, am Zusammenfluss mit dem Rio Neirone. Das Gemeindegebiet umfasst 50,9 km². Die Gemeinde besteht aus den Ortsteilen Rovereto, Monterotondo, Alice, Pratolungo und Sottovalle. 
Die Nachbargemeinden sind Arquata Scrivia, Bosio, Carrosio, Francavilla Bisio, Isola del Cantone, Novi Ligure, Parodi Ligure, San Cristoforo, Serravalle Scrivia, Tassarolo und Voltaggio.

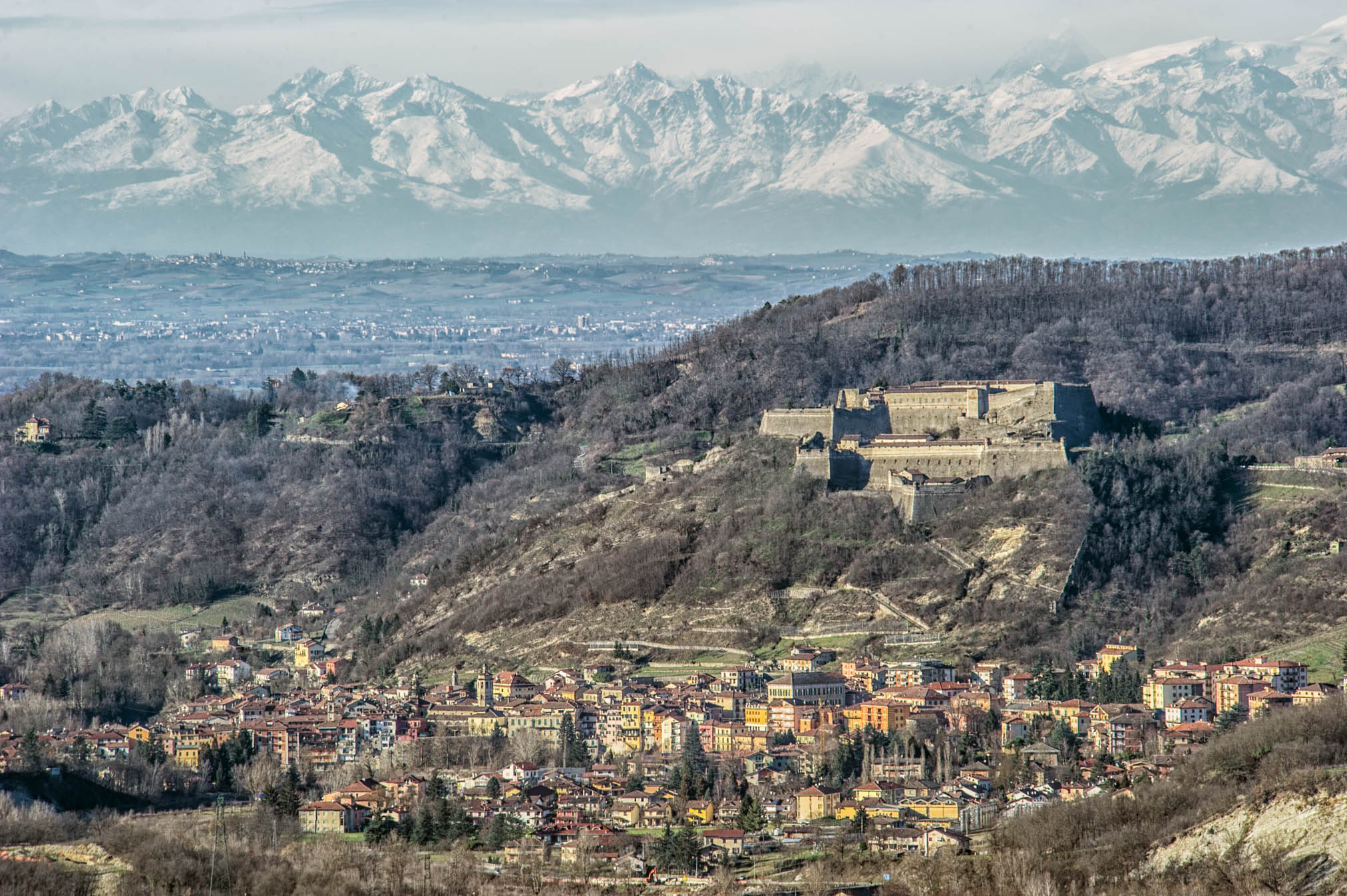
Gavi mit Festung

## Geschichte

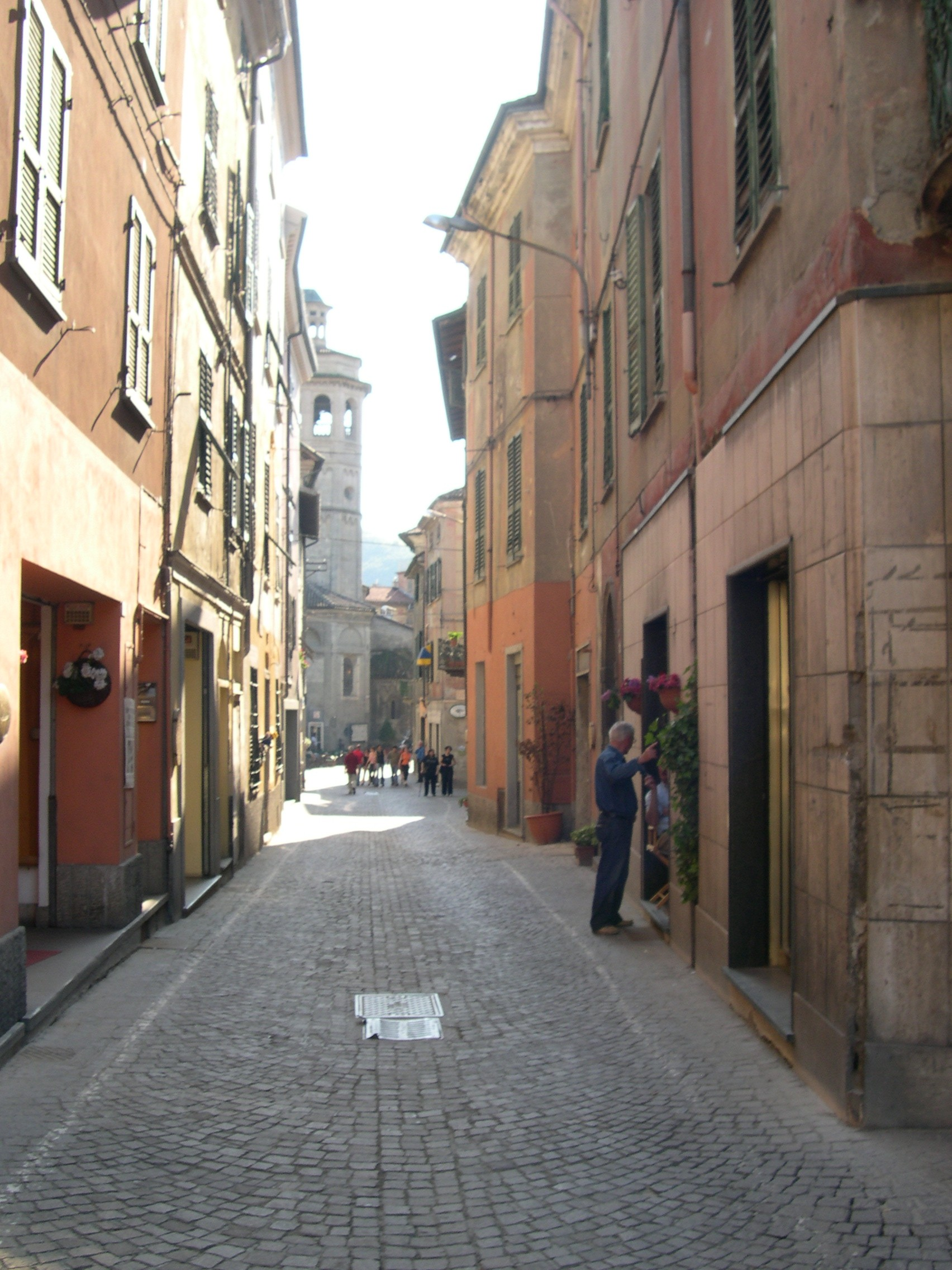
Die Via Mameli in Gavi (2005)

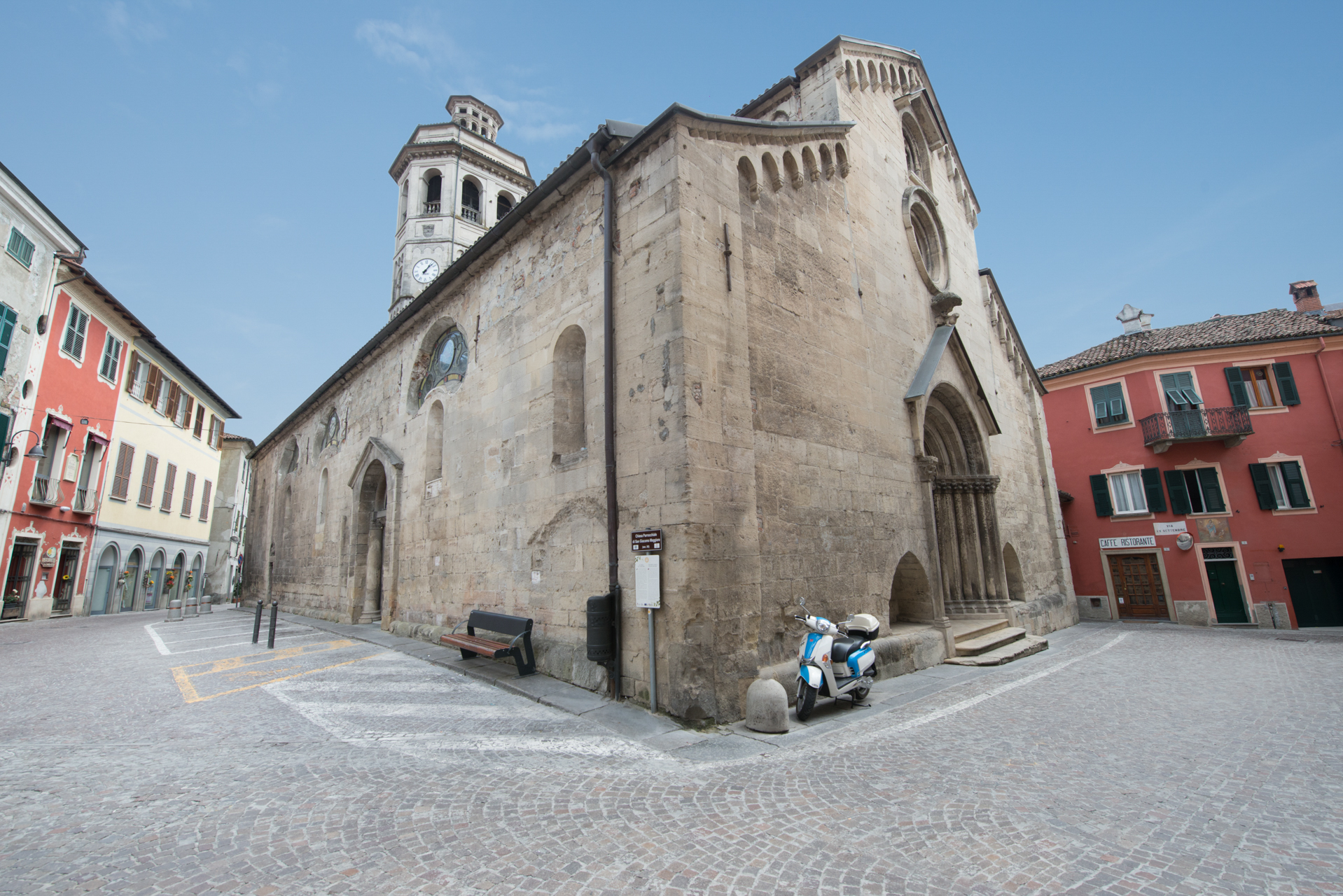
Kirche San Giacomo Maggiore

Ausgrabungen lassen eine Besiedlung der Region bereits im Neolithikum vermuten. Während des Römischen Reiches existierte ein Militärposten zur Verteidigung der Straße Via Postumia. Nach dem Untergang Roms war der Ort von den Sarazenen erobert, unter deren Herrschaft, der Legende nach, die erste Burg durch eine Prinzessin Gavia errichtet wurde. Tatsächlich könnte der Name aus dem Gotischen vom Genitiv des Wortes Gau kommen.
873 überträgt Graf Adalbert seinen Besitz in Gurtweil an das Kloster Rheinau, dafür erhält er den Ort Gavi auf Lebenszeit: "... in Italia accipiam locum in pago Tartonese situm, vocabulo Gaves... Actum in villa Gurtwila. Anno XXX. regi Hludewici regis, di lune, indictione VI. ( ist 874) ". 972 wird der Ort  genannt. Um das Jahr 1000 stand dort eine Burg der mächtigen Otbertiner (Obertenghi). Von ihnen stammte ein Zweig ab, der sich ab dem 12. Jahrhundert Markgrafen von Gavi nannte. Diese waren Verbündete Kaiser Barbarossas, der sich nach der Schlacht von Legnano 1176 hierher zurückzog. Auch 1177 hielt er sich nochmals hier auf.
Der Ort geriet dann in das Blickfeld der Republik Genua, da er sich an einer strategisch wichtigen Straße von der ligurischen Küste zur Poebene befand und 1202 wurde er ihrem Herrschaftsgebiet zugeschlagen. Die Machterweiterung Genuas bis in die Poebene hinein erregte die Feindschaft der Herrscher von Alessandria und der Ort geriet zuerst unter die Herrschaft der Visconti, später unter die der Franzosen und fiel erst im Jahr 1528, als Andrea Doria an die Macht kam, wieder an Genua.
Im Jahr 1625 wurde der Ort von den Fürsten Savoyens erstürmt, nach nur 21 Tagen jedoch von Genua zurückerobert. Nach dem Ende des Krieges wurde die Burg zur Festung umgebaut. Bei einem Angriff der Österreicher 1746 ergab man sich erst auf Befehl aus Genua. 1804 fiel der Ort erneut an Frankreich und wurde nach der Niederlage Napoleons 1805 durch den Wiener Kongress dem Königreich Sardinien zugeschlagen. Die Festung wurde 1859 aufgegeben und in ein ziviles Gefängnis umgewandelt. Während des Zweiten Weltkriegs diente es als Kriegsgefangenenlager.

## Sehenswürdigkeiten
Sehenswert ist die antike Festung der Stadt, das Forte di Gavi, in dem sich auch ein Museum zur Geschichte der Region befindet. Darüber hinaus gibt es mehrere interessante Kirchen, unter anderem die Dreifaltigkeitskirche
Chiesa della Santissima trinità und die dem Ortsheiligen geweihte Pfarrkirche Parrocchiale di San Giacomo.

## Wirtschaft
Der Ort lebt hauptsächlich vom Tourismus und wenigen ortsansässigen Kleinbetrieben. Landwirtschaftlich ist der Weinanbau dominierend, in der Gegend von Gavi wird der gleichnamige Weißwein Cortese di Gavi angebaut.

## Kommunale Einrichtungen
Die Kleinstadt besitzt eine Bibliothek, einen Kindergarten, eine Grundschule und eine staatliche weiterführende Schule. Außerdem gibt es zwei Apotheken, einen Campingplatz und ein Freibad.

## Söhne und Töchter der Stadt
- Giuseppe Boffito (1869–1944), italienischer Gelehrter, Bibliograph und Wissenschaftshistoriker
- Andrea Carrea (1924–2013), Radprofi.
- Enzo Traverso (* 1957), Historiker und Philosoph